# Leonardo Domenici
Pour les articles homonymes, voir Domenici.
Leonardo Domenici, né le 12 juillet 1955 à Florence, est un homme politique italien, membre du Parti démocrate (PD). Député entre 1994 et 1999, il occupe, pendant les dix années suivantes, le poste de maire de la ville de Florence. En 2009, il est élu député européen.

## Biographie
- Maîtrise de philosophie morale à la faculté de lettres et de philosophie de l'université de Florence
- Membre du Bureau du Comité européen des régions (2008-2009)
- Président de la fondation des études et des recherches Cittalia (depuis juillet 2008).

## Carrière politique
- Conseiller municipal de Florence (1990-1995)
- Secrétaire du Parti démocrate de gauche, fédération de Florence (1991-1994) et membre de la direction nationale du PDS (1991-1998)
- Député à la Chambre des députés (1994-1999)
- Responsable national des autonomies locales du PDS et des DS (1996-1999)
- Président national de l'Association nationale des communes italiennes (ANCI) (2000-2009)
- Président de la délégation des communes italiennes à la Conférence unifiée nationale réunissant le gouvernement, les régions et les collectivités locales (2000-2009).
- Membre du "Comité des 45" qui gère le processus constitutif du Parti démocrate (2007)
- Député européen (2009-2014)

## Mandats

### Chambre des députés
- XIIe législature : député (PDS)
  - Membre de la commission des activités de production
- XIIIe législature : député (1996-1999) (PDS)
  - Membre de la commission des affaires constitutionnelles

### Maire
- 1999-2004: Maire de Florence
- 2004-2009: Maire de Florence

### Parlement européen
- 2009-2014: député (PD-S&D)
  - membre de la Commission des affaires économiques et monétaires
  - membre de la Délégation à la commission de coopération parlementaire UE-Russie